# Ulla-Britt Söderlund
Ulla-Britt Söderlund, född 12 augusti 1943 i Växjö, död 21 juli 1985 i Köpenhamn, var en svensk kostymtecknare. Hon ritade kostymerna till ett tjugotal filmer i Sverige, Danmark och England. År 1976 vann hon en Oscar tillsammans med Milena Canonero för kostymerna till Stanley Kubricks film Barry Lyndon.

## Biografi
Söderlund tog studenten i Växjö och studerade i London samt på Københavns Tilskærerakademi 1962–1963. Hon började arbeta inom  modebranschen men övergav den snart till fördel för teatern. Sitt första uppdrag som kostymör fick hon 1963 av Bent Mejding på Ungdommens Teater.
Efter att hon vann en Oscar ökade anbuden på hennes tjänster markant. Söderlund arbetade frenetiskt med stora projekt och ställde höga krav på sig själv. Enligt sonen Lars-Martin ökade hennes drickande kring 1983, och hon fick svårare att kombinera arbetet med sitt beroende. 
Våren 1985 blev hon inlagd på sjukhus, och cancer konstaterades. Ulla-Britt Söderlund dog tre veckor innan hon skulle fylla 42.

## Karriär
De första filmerna i vilka Söderlund hade huvudansvaret för kostymerna var dansk-svenska samproduktioner. Hon arbetade med regissören Henning Carlsen i filmatiseringen av Hamsuns roman Sult (Svält) 1966 och i filmen Mennesker mødes og sød musik opstår i hjertet (Människor möts och ljuv musik uppstår i hjärtat) 1967. 
Hon fortsatte karriären med varierande uppdrag inom teater, film och TV samt opera och revy. Därefter samarbetade hon med flera ryktbara regissörer, bland andra Gabriel Axel, Mai Zetterling (Dr. Glas, Flickorna), Jan Troell (Utvandrarna), Hans Alfredson och Stanley Kubrick. 1700-talskostymerna i Kubricks mastodontfilm Barry Lyndon gav henne tillsammans med Milena Canonero en Oscar och en nominering till engelska BAFTA Award 1976.
Hon specialiserade sig på historiska kostymer och arbetade i slutet av 1970-talet med den danska publik- och kritikerrosade tv-serien Matador.  1982 gjorde hon kostymerna till Hans Alfredsons film Den enfaldige mördaren.

### Bilder

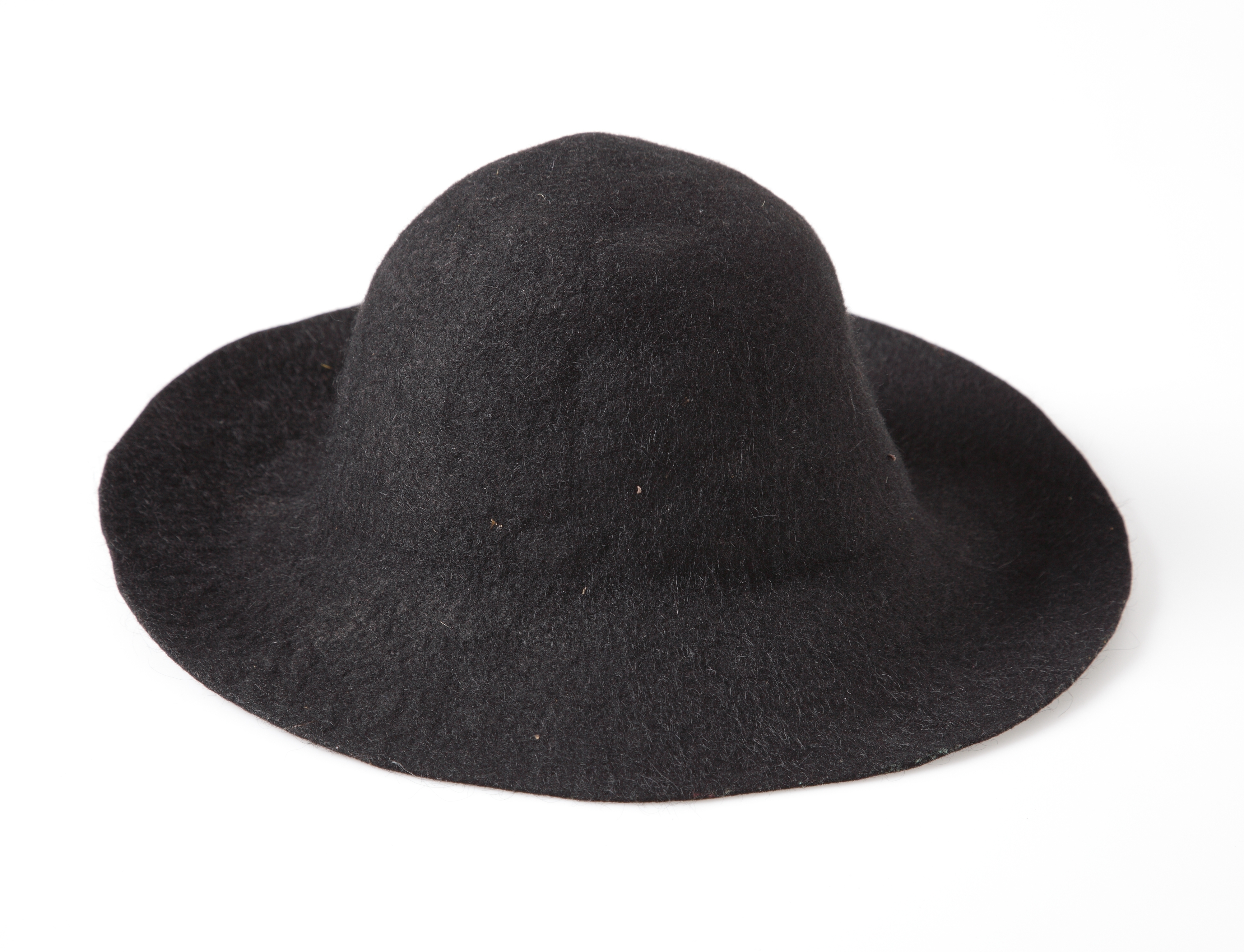
Två av Söderlunds kostymbidrag till Troells Utvandrarna.
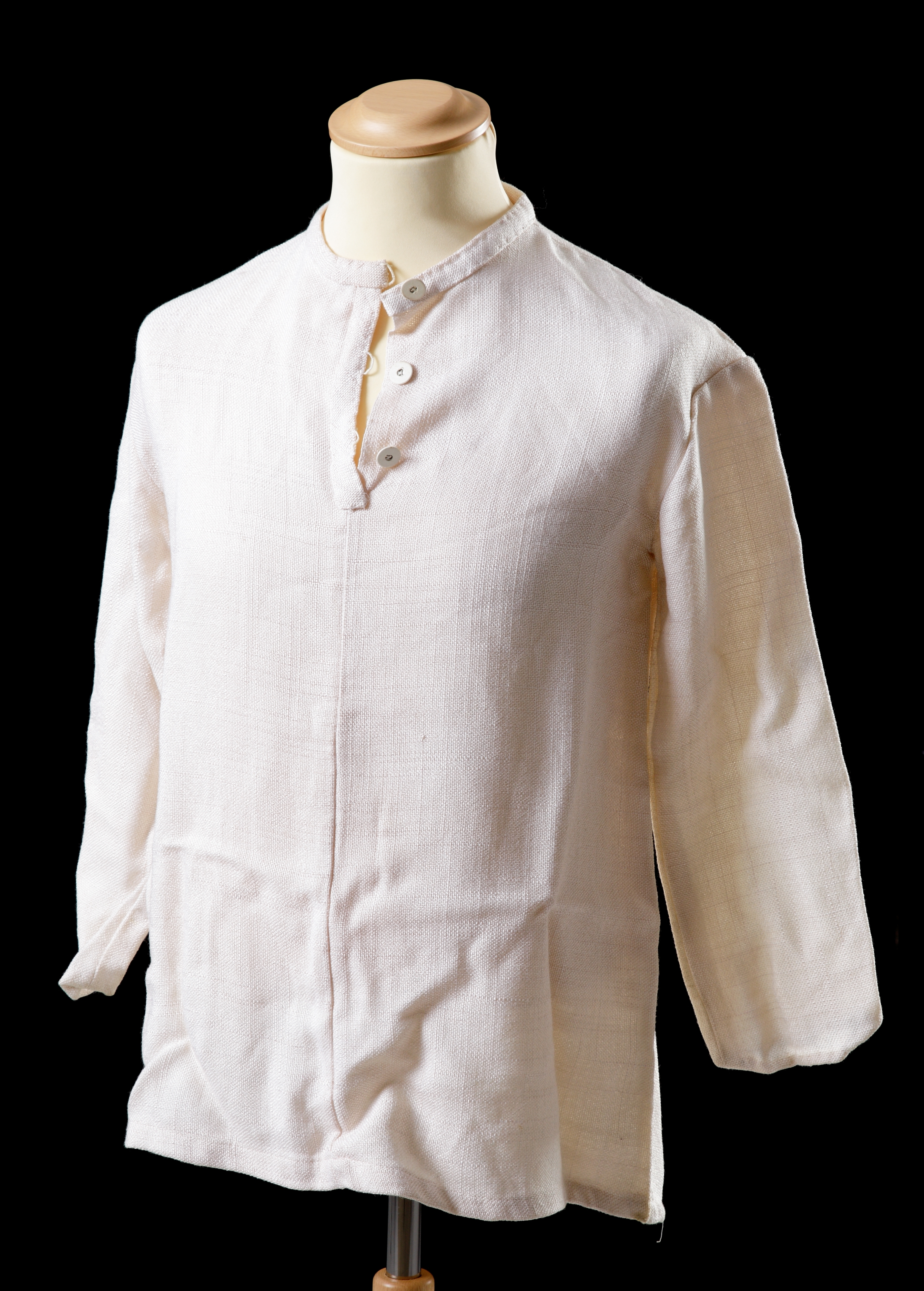
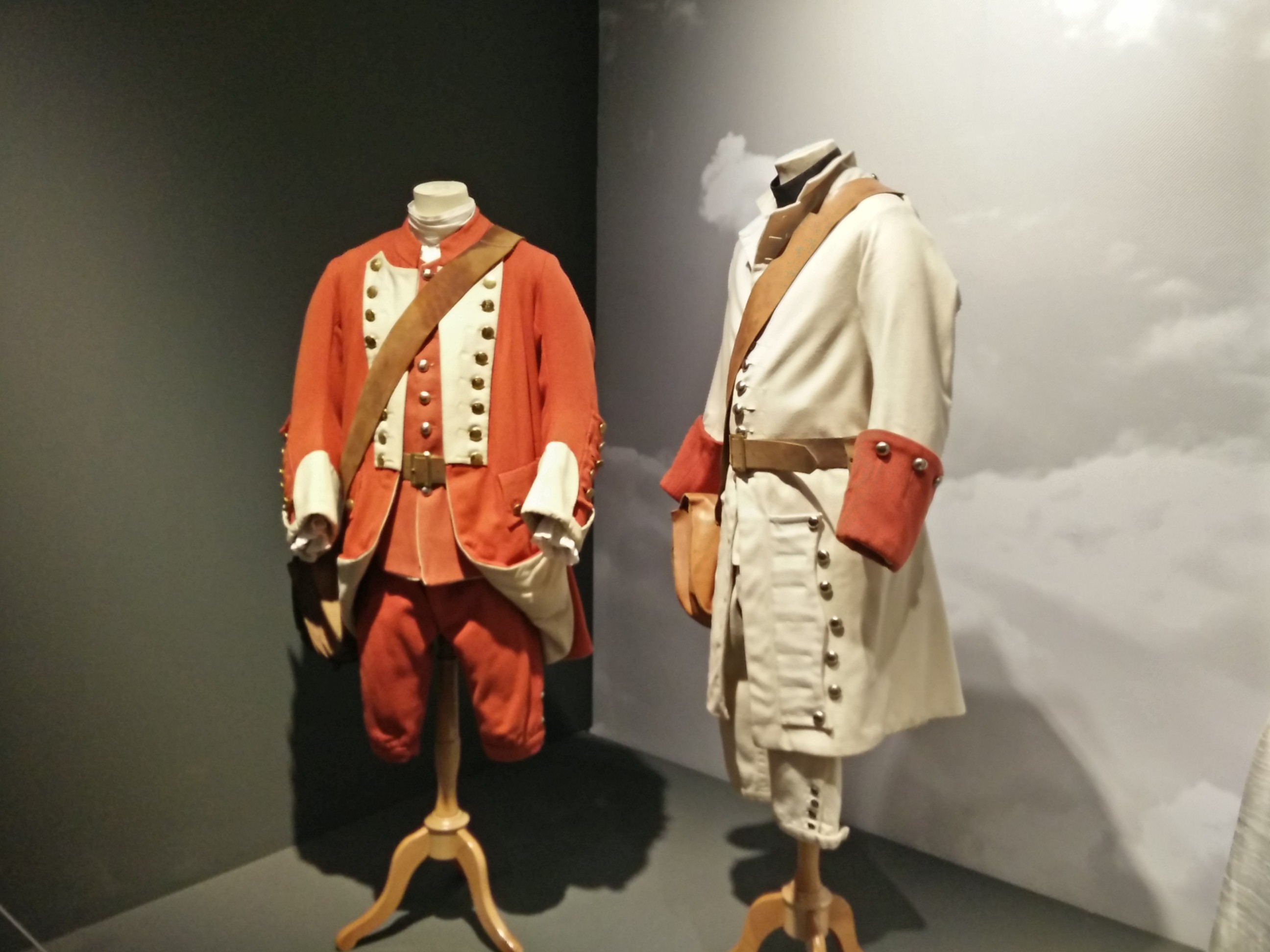
Kostymer från Kubricks Barry Lyndon.
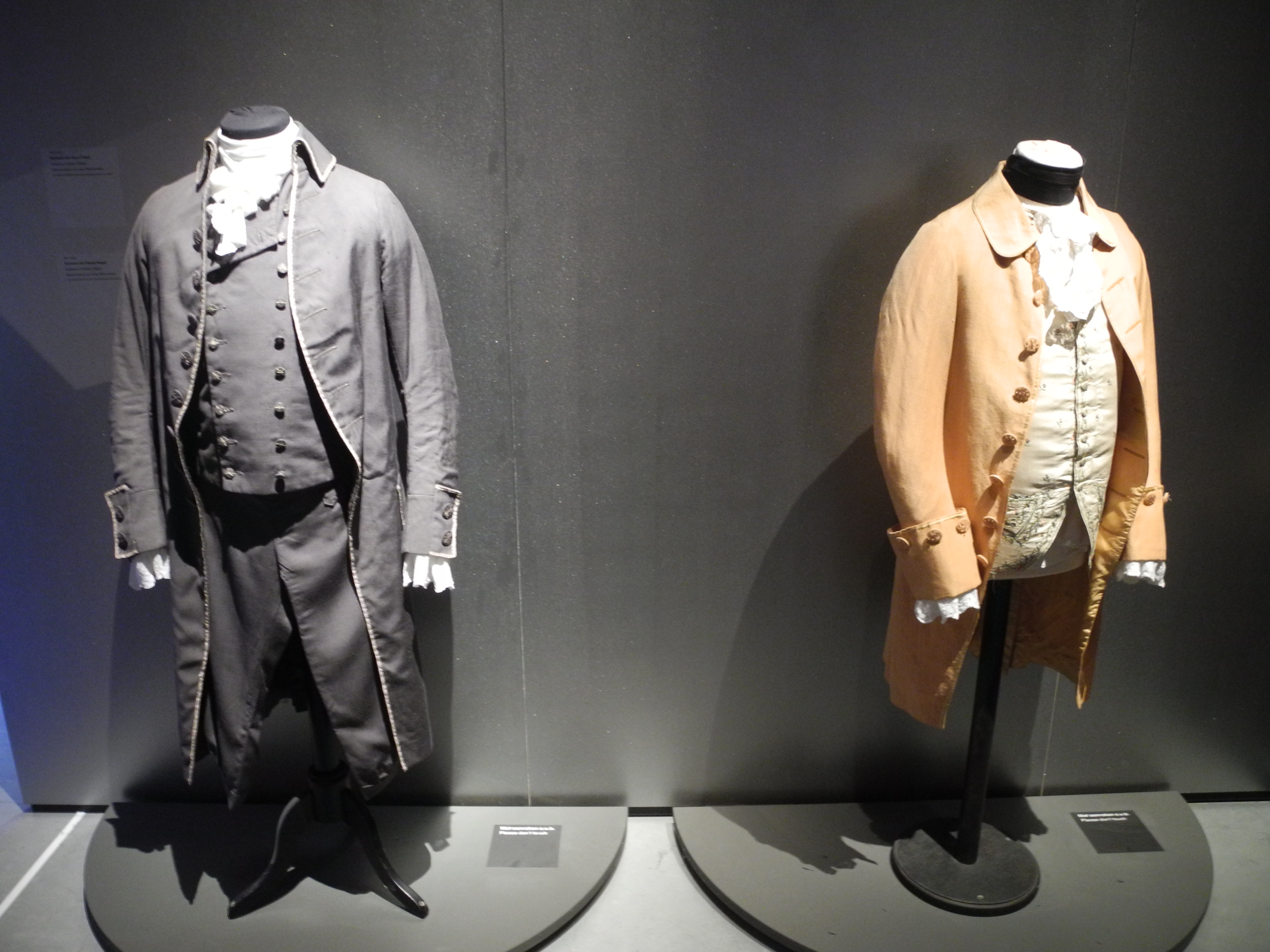

## Filmografi i urval
- Svält (1966)
- Människor möts och ljuv musik uppstår i hjärtat (1967)
- Dr. Glas (1968)
- Flickorna (1968)
- Utvandrarna (1971)
- Nybyggarna (1972)
- Barry Lyndon (1975)
- Drömmen om Amerika : En film om Hjert och Tector (1976)
- The Prince and the Pauper (1977)
- Matador (1978-1979)  (12 avsnitt)
- Den enfaldige mördaren (1982)
- August Strindberg ett liv (1985)